# Лосиці (Нижньосілезьке воєводство)
Лосиці (пол. Łosice) — село в Польщі, у гміні Длуґоленка Вроцлавського повіту Нижньосілезького воєводства.
Населення — 189 осіб (2011).
У 1975-1998 роках село належало до Вроцлавського воєводства.

## Демографія
Демографічна структура станом на 31 березня 2011 року:
|          | Загалом | Допрацездатний вік | Працездатний вік | Постпрацездатний вік |
| -------- | ------- | ------------------ | ---------------- | -------------------- |
| Чоловіки | 97      | 19                 | 72               | 6                    |
| Жінки    | 92      | 14                 | 60               | 18                   |
| Разом    | 189     | 33                 | 132              | 24                   |